# René McLean
René McLean (New York, 16 december 1946) is een Amerikaanse jazzmuzikant (saxofoon, fluit). Hij begon gitaar te spelen voordat hij een altsaxofoon en instructie kreeg van zijn vader, de altsaxofonist Jackie McLean.

## Biografie
McLean speelde halverwege de jaren 1970 in een kwintet met Woody Shaw en Louis Hayes en toerde in 1978 met Hugh Masekela. Later studeerde hij muziek aan het New York College of Music en de University of Massachusetts Amherst. McLean ontving de Creative Artist Fellowship van de Japan-US Friendship Commission en de National Endowment for the Arts in 1986 om in Japan te verblijven om traditionele Japanse muziek, kunst en cultuur te onderzoeken en om op te treden en les te geven. Hij heeft veel opnamen gemaakt en heeft ook gedegen ervaring als muziekpedagoog in de Verenigde Staten en Zuid-Afrika. McLean begon zijn muzikale opleiding op 9-jarige leeftijd onder de voogdij en begeleiding van zijn vader, altsaxofonist en docent Jackie McLean. René debuteerde halverwege de jaren 1960 met de band van Jackie McLean en leidde zijn eigen bands. Het debuut van René McLean als bandleider en producent begon op 16-jarige leeftijd in 1963.
René vervolgde zijn studie bij zijn stiefvader en bij de Jazz Arts Society, het HARYOU ACT Cultural Program onder Julian Yule, Rheet Taylor, Jackie McLean en Kenny Dorham, de Clark Terry Youth Band, Jazzmobile en later aan het New York College of Music (New York University) en de University of Massachusetts. Daarnaast studeerde hij privé bij sterren als Sonny Rollins, Frank Foster, George Coleman, Kenny Dorham, Jackie Byard, Barry Harris en Hubert Laws. René heeft opgetreden en opgenomen als leader en als sideman met muzikanten uit de Black Musical-traditie, waaronder Jackie McLean, de Dizzy Gillespie Big Band, Lionel Hampton All Stars, Tito Puente Orchestra, Horace Silver, Woody Shaw, Dr. Bill Taylor, Baba Olatunji, Hugh Masekela, Miriam Makeba, Abbey Lincoln, Dexter Gordon, James Moody, Yusef Lateef, Jaco Pastorius, Jerry Gonzales' Forte Apache Band, Hamza El Din en in samenwerking met vooraanstaand dichter-activist Amiri Baraka (Leroi Jones). McLean heeft opgetreden, workshops en lezingen gegeven aan tal van universiteiten en culturele programma's in de Verenigde Staten en het Caribisch gebied (inclusief Cuba), evenals in Zuid-Amerika, Europa, Libanon, Japan, Indonesië, Zuid-Afrika, Lesotho, Botswana, Swaziland, Namibië, Mozambique, Zimbabwe, Madagaskar en Mauritius.
Van 1970 tot 1973 was hij kapelmeester bij de N.Y. State N.A.C.C. Melrose Community Center in de South Bronx. Van 1984-1985 was René artist in residence aan de Hartt School van de University of Hartford, Department of African American Music. Sinds 1985 woont McLean in Zuid-Afrika, waar hij muzikale tradities uitvoert, onderwijst en onderzoekt. Als adviseur van het Mmabana Cultureel Centrum ontwikkelde hij de basis voor het muziekprogramma en het curriculum van het centrum en leidde daarna het muziekprogramma van 1987 tot 1990. Van 1991 tot 1992 was hij een bezoekend lid van het New School Jazz-programma. Van 1994 tot 1998 was McLean docent jazzstudies aan de Universiteit van Kaapstad.
McLean is hoogleraar Afro-Amerikaanse muziek aan de faculteit van het Jackie McLean Institute aan de Hartt School, University of Hartford. Hij is ook de Master Artist-in-Residence of Music van het Artists Collective in Hartford, Conn. Hij ontving verschillende beurzen en fellowship-awards voor National Endowment for the Arts, waaronder de prestigieuze Creative Artist Fellowship van de Japan-US Friendship Commission en de National Endowment for the Arts om in Japan te verblijven om de traditionele Japanse muziekcultuur te onderzoeken en om optreden en lesgeven. Hij heeft ook tijd besteed aan het onderzoeken van muzikale tradities en optredens op Bali, Indonesië. René McLean haalt inspiratie en inzicht uit de rijke diversiteit van de Afro-Amerikaanse traditie en verschillende wereldmuziekgenres, met bijzondere nadruk op oosterse en Afrikaanse tradities. Hij omschrijft zijn muziek als het overschrijden van sociaal-politieke en culturele grenzen.

## Discografie

### Als leader
- 1975: Watch Out (SteepleChase Records)
- 1992: In African Eyes (Triloka)
- 2003: Live in South Africa Generations to Come

### Als sideman
Met Walter Bishop jr.
- 1978: Cubicle (Muse)

Met Louis Hayes
- 1977: The Real Thing (Muse)

Met Jackie McLean and the Cosmic Brotherhood
- 1974: New York Calling (SteepleChase)

Met Charles Sullivan
- 1975: Re-Entry (Whynot Records)

Met Woody Shaw
- 1975: Love Dance (Muse Records)
- 1976: The Woody Shaw Concert Ensemble at the Berliner Jazztage (Muse Records)
- 1979: Woody III (Columbia Records)
- 1996: Lausanne 1977 (TCB Records - Swiss Radio Days Jazz Series, Vol. 5)

Met Hugh Masekela
- 1982: Home (Moonshine)

- Bibliothèque nationale de France: cb14007463d (data)
- Gemeinsame Normdatei: 135157803
- International Standard Name Identifier: 0000 0000 2195 0575
- Library of Congress Control Number: n80062650
- MusicBrainz: 04d04b04-7078-49c1-a082-ab0a4c2dd055
- Système universitaire de documentation: 156657279
- Virtual International Authority File: 75149713
- WorldCat: E39PBJwMyC4D3WKKf6DWyfqxXd